# Hispania (ort)
Hispania är en ort i Colombia.   Den ligger i departementet Antioquía, i den centrala delen av landet, 240 km nordväst om huvudstaden Bogotá. Hispania ligger 978 meter över havet och antalet invånare är 2 468.
Terrängen runt Hispania är huvudsakligen kuperad, men åt sydost är den bergig. Hispania ligger nere i en dal. Runt Hispania är det ganska tätbefolkat, med 96 invånare per kvadratkilometer. Närmaste större samhälle är Jericó, 13,4 km öster om Hispania. I omgivningarna runt Hispania växer i huvudsak städsegrön lövskog.